# Government Commissions: BBC Sessions 1996–2003
Government Commissions: BBC Sessions 1996–2003 – trzeci album kompilacyjny szkockiego zespołu Mogwai. Został wydany 21 lutego 2005 roku w Europie (jako CD) i dzień później w Stanach Zjednoczonych jako CD i podwójny LP.

## Historia i muzyka albumu
Utwory zebrane na albumie pochodzą z różnych sesji nagraniowych, rejestrowanych w latach 1996–2003 w Radiu BBC pod kierunkiem Johna Peela i Steve’a Lamacqa. Zespół wybrał na kompilację po dwa utwory z każdego swojego albumu (z wyjątkiem Rock Action, z którego pojawił się jedynie „Secret Pint”) oraz utwory z EP-ek z połowy lat 90. Takie utwory jak „Superheroes of BMX” i „New Paths to Helicon Pt I” z EP-ki 4 Satin ukazują oszczędne, wydłużone, wczesne dokonania zespołu, podczas gdy „Hunted By a Freak” i „Stop Coming to My House” (z albumu Happy Songs for Happy People), zamykające Government Commissions, są bujne i błyskotliwe.

## Lista utworów

### Podwójny LP
Lista według Discogs: 
| 1. | Hunted By A Freak          | 4:09  |
|    |                            |       |
| 2. | R U Still In 2 It          | 6:18  |
|    |                            |       |
| 3. | New Paths To Helicon Pt II | 2:51  |
|    |                            |       |
|    |                            | 13:18 |
|    |                            |       |

| 1. | Kappa              | 4:23  |
|    |                    |       |
| 2. | Cody               | 6:07  |
|    |                    |       |
| 3. | Superheroes Of BMX | 7:29  |
|    |                    |       |
|    |                    | 17:59 |
|    |                    |       |

| 1. | Like Herod | 18:32 |
|    |            |       |
|    |            | 18:32 |
|    |            |       |

| 1. | Secret Pint               | 4:32  |
|    |                           |       |
| 2. | New Paths To Helicon Pt I | 8:11  |
|    |                           |       |
| 3. | Stop Coming To My House   | 4:40  |
|    |                           |       |
|    |                           | 17:23 |
|    |                           |       |

| 1.  | Hunted By A Freak          | 4:09    |
|     |                            |         |
| 2.  | R U Still In 2 It          | 6:19    |
|     |                            |         |
| 3.  | New Paths To Helicon Pt II | 2:53    |
|     |                            |         |
| 4.  | Kappa                      | 4:26    |
|     |                            |         |
| 5.  | Aka 47                     | 4:16    |
|     |                            |         |
| 6.  | Like Herod                 | 18:30   |
|     |                            |         |
| 7.  | Secret Pint                | 4:45    |
|     |                            |         |
| 8.  | Superheroes Of BMX         | 7:30    |
|     |                            |         |
| 9.  | New Paths To Helicon Pt I  | 8:13    |
|     |                            |         |
| 10. | Stop Coming To My House    | 4:42    |
|     |                            |         |
|     |                            | 1:05:43 |
|     |                            |         |

## Odbiór

### Opinie krytyków
| Oceny łączne      | Oceny łączne |
| Publikacja        | Ocena        |
| ----------------- | ------------ |
| Album of the Year | 80/100       |
| Metacritic        | 79/100       |
| Recenzje          |              |
| Publikacja        | Ocena        |
| AllMusic          | [ 3 ]        |
| Cokemachineglow   | 71%          |
| Drowned in Sound  | 10/10        |
| laut.de           | [ 10 ]       |
| Pitchfork         | 8.0/10       |
| PopMatters        | 8/10         |
| Porcys            | 6.2/10       |
| RYM               | 3.74/5       |
| Sputnikmusic      | 3.5/5        |
| Tiny Mix Tapes    | [ 16 ]       |

Album otrzymał średnią ocenę 79 na 100 na podstawie 20 recenzji krytycznych z komentarzem „na ogół przychylne recenzje” w podsumowaniu Metacritic oraz 80 na 100 na podstawie 7 recenzji w zestawieniu Album of the Year.
W ocenie Mike’a Divera z magazynu Drowned in Sound „wprawdzie utwory nie są ułożone chronologicznie, ale ich chaotyczne sekwencjonowanie tylko im dodaje, a nie odbiera poczucie spójności: „Hunted By A Freak” (…) przechodzi bez wysiłku w „R U Still In 2 It?”, który z kolei wpada z zapartym tchem w „New Paths To Helicon Part II”. Co prawda utwory brzmią jak szkice do imponującego, większego obrazu, który ma nadejść, gdy zestawi się je z tak tytanicznymi wysiłkami jak „Like Herod” - tak oszałamiająco bezkompromisowym, że osobiste słuchawki stereo na całym świecie muszą eksplodować w pewnym momencie jego 18-minutowego trwania - ale nie są one w żaden sposób przestarzałe, gdy porówna się je z, powiedzmy, najwcześniejszymi dokonaniami takich zespołów jak Tortoise i – odważmy się wypowiedzieć jego nazwę – Slint. Jakbym słyszał najlepsze best of, jakie kiedykolwiek istniało” – konkluduje recenzent dając kompilacji maksymalną ocenę – 10.
Według Joe Tangariego z magazynu Pitchfork Government Commissions, kompilacja obejmująca całą historię sesji nagraniowych BBC, daje lepszy pogląd na twórczość zespołu, niż jego albumy studyjne: „obracająca się wokół miażdżącego, intensywnie trzewnego, 18-minutowego wykonania „Like Herod”, które powala na łopatki i tak już niesamowitą wersję z oryginalnego albumu, Niechronologiczna lista utworów podkreśla spójność twórczości zespołu i daje Mogwai szansę na pokazanie, że jakość późniejszych utworów, takich jak „Cody” z Come On Die Young czy „Secret Pint” z Rock Action, jest porównywalna z wcześniejszymi, bardziej uznanymi utworami, takimi jak „R U Still In 2 It” z Young Team czy „Superheroes of BMX” z EP-ki 4 Satin”.
„Like Herod” zwrócił również uwagę zespołu redakcyjnego PopMatters: „rozszerzona, 18-minutowa, demoniczna wersja”, która nadchodzi po 30-minutowym okresie przygotowawczym”. Dając mu ocenę 8 redakcja podsumowuje iż „ten post-rockowy zespół z Glasgow jest tak mile widziany raz za razem, album po albumie. Wykazując się zręcznością i sporą dozą odwagi, nagrania te ukazują Mogwai wciąż rozwijający się na naszych oczach. A to całkiem nieźle jak na zespół, który obecnie pracuje nad swoim piątym długogrającym albumem.
Zdaniem Heather Phares z AllMusic „kolejność  utworów albumu podkreśla mistrzostwo zespołu w dynamice. Album rozwija się od subtelnie napiętych utworów takich jak „R U Still In 2 It” i „Kappa” do centralnego punktu albumu, 18-minutowej wersji „Like Herod”, która ukazuje napiętą ciszę i piękny, okropny gitarowy chaos, a następnie kończy się bardziej refleksyjnymi utworami. Government Commissions sprawdza się tak dobrze, że może również pełnić rolę kolekcji największych przebojów Mogwai – czego nie można powiedzieć o wielu innych kompilacjach koncertowych”.
„BBC Sessions, nagrane w latach 1996-2003, są czymś w rodzaju przekroju dotychczasowej twórczości glasgowczyków i zawierają utwory ze wszystkich dotychczasowych albumów Mogwai” – twierdzi Benjamin Fuchs z magazynu laut.de.
W opinii Christophera Alexandra z magazynu Cokemachineglow Government Commissions to „klasyczny przykład albumu koncertowego, będącego albo techniką zwlekania pomiędzy albumami, albo zobowiązaniem kontraktowym, a może nawet jednym i drugim”.

### Listy tygodniowe
| Kraj            | Lista                 | Pozycja |
| --------------- | --------------------- | ------- |
| Belgia          | Ultratop (Flandria)   | 83      |
| Szkocja         | Scottish Albums Chart | 63      |
| Wielka Brytania | UK Independent Albums | 11      |